# Barra de São Miguel (Paraíba)
Barra de São Miguel is een gemeente in de Braziliaanse deelstaat Paraíba. De gemeente telt 5.624 inwoners (schatting 2009).